# 瓦维洛夫拟态

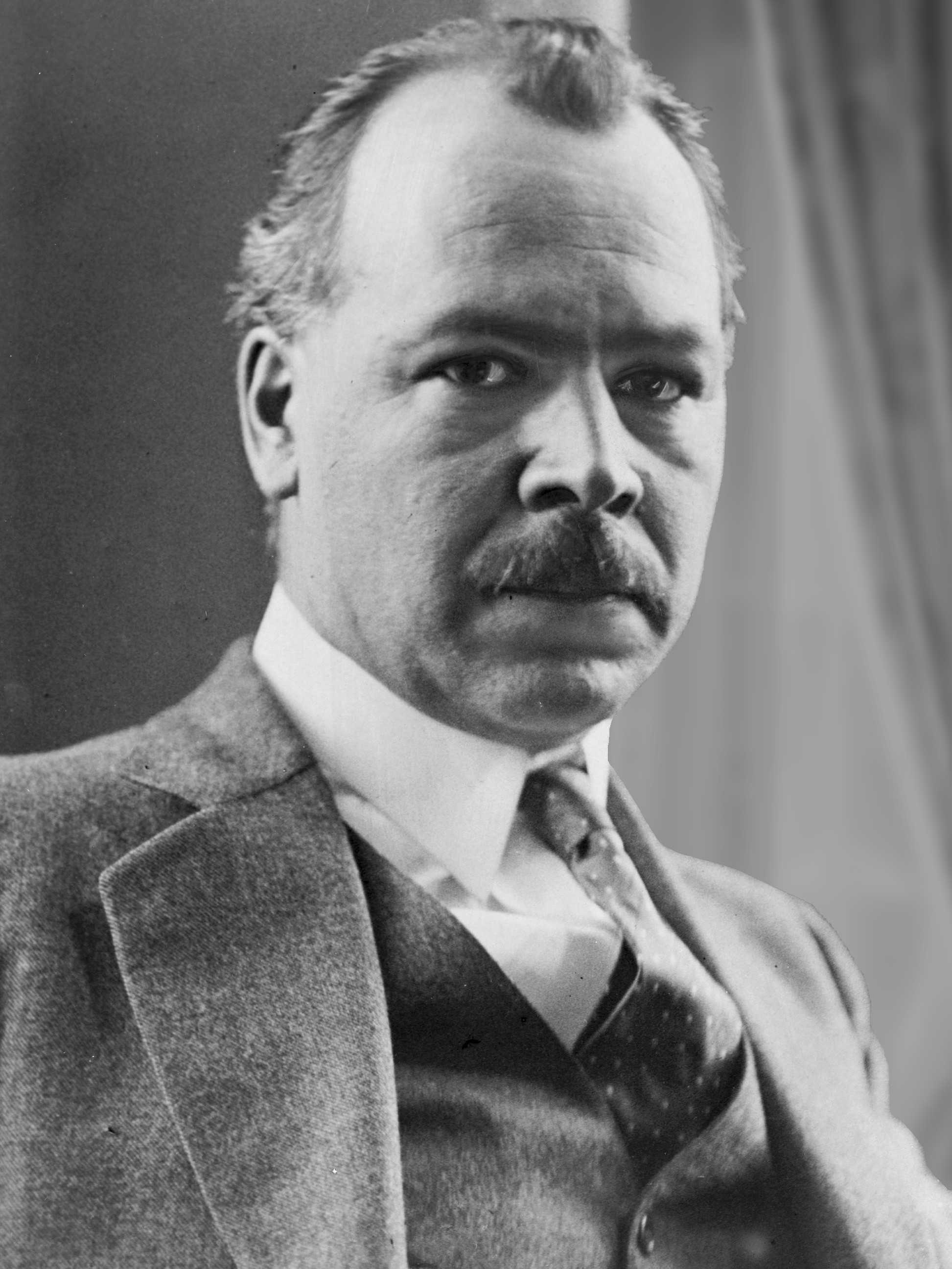
尼古拉·伊万诺维奇·瓦维洛夫

瓦维洛夫拟态（亦称作物拟态或杂草拟态）是植物拟态的一种形式，杂草通过一代又一代的人工選擇，使自身拥有一种或多种与农作物相同的特征。 这种拟态由俄国著名植物遗传学家尼古拉·伊万诺维奇·瓦维洛夫（作物起源中心理论的创立者）发现并命名。 针对杂草的选择在杂草的幼苗和成熟期均可发生，也可通过风选在種子期将它们的种子与作物种子分开，或兩者皆有。新石器时代以来就可以手工完成这一操作，在现代农业中已经可以机械化选择。
瓦维洛夫拟态是人類無意間引發選擇的例子。人類可能對他們的選擇因子對基因庫的影響有知覺，這種效應不利於作物種植。
鋤草者不希望雜草性狀和作物越來越相近，但除此之外只能讓雜草生長，和作物競爭陽光及養分。類似的狀況包含抗生素抗藥性、或跟瓦维洛夫拟态本質相似的除草劑抗藥性。這個效應可以透過其他種對結果較有利的人工選擇達成，如選擇性育種。
因處在和作物相同選擇壓力下而獲得類似性狀的瓦维洛夫拟态體最終可能作物化。瓦维洛夫稱這些由雜草轉變的作物為二級作物。